# 俞履圻
俞履圻（1911年—1997年），男，浙江平湖人，中华人民共和国水稻遗传育种学家，曾任河北省政协副主席，第三、五届全国人大代表。